# Bullhead City
Bullhead City je město v Mohave County ve státě Arizona. Žije zde přibližně 41 tisíc obyvatel, rozloha území činí 155,9 km². Panuje zde teplé pouštní klima a letní teploty často přesahují i 38 °C.
Sídlí zde několik vzdělávacích institucí, z nichž největší je Bullhead City Campus Mohave Community College. Osada nazvaná „Hardyville“ stála na místě dnešního Bullhead City již roku 1864.